# Équipe du Portugal masculine de basket-ball
Cet article traite de l'équipe masculine. Pour l'équipe féminine, voir Équipe du Portugal féminine de basket-ball.
Maillots
L'équipe du Portugal masculine de basket-ball (en portugais : Seleção Portuguesa de Basquetebol) est l'équipe nationale qui représente le Portugal dans les compétitions internationales masculine de basket-ball. Elle est placée sous l'égide de la Fédération portugaise de basket-ball (FPB). L'équipe est affiliée à la FIBA depuis 1932. Son surnom est "Selecção das Quinas" en référence à son emblème.
Le Portugal n'a pas beaucoup d'histoire sur la scène internationale, bien qu'il se soit qualifié à quatre reprises pour l'EuroBasket (1951, 2007, 2011, 2025). Le Portugal ne sait jamais qualifiée pour la Coupe du monde.

## Histoire
La Fédération portugaise de basket-ball est fondée en 1927, l’équipe nationale jouant son premier match le 24 mai 1931, une défaite de 9 à 32 contre la France. Le Portugal est cofondateur de la FIBA en 1932. Trois ans plus tard, en 1935, le Portugal joue le seul match de qualification pour le premier championnat d’Europe de basket-ball. Les Portugais perdent le match 33-12 contre l’Espagne, qui élimine l’équipe des qualifications.

### Première participation à l'EuroBasket en 1951
Après la tentative ratée du Portugal de se qualifier pour le Championnat d’Europe en 1935, et le refus d’entrer dans la compétition à plusieurs reprises par la suite, le Portugal fait ses débuts aux championnats d'Europe pour l'EuroBasket 1951 à Paris. L’équipe nationale connait un début de tournoi difficile, perdant 35-81 lors de son tout premier match contre la Grèce. Dans les deux derniers matchs de la phase de groupe, l’équipe du Portugal s'incline à nouveau face à la Bulgarie, mais remporte sa première victoire officielle dans la compétition face à la Roumanie. Avec un bilan de 1 victoire et 2 défaites et une troisième place dans le groupe, le Portugal n’est pas qualifié pour le tour suivant et participe aux tours de classement. Dans la phase de classement, le Portugal perd ses deux premiers matchs contre l’Allemagne de l’Ouest et l’Autriche, mais remporte une victoire serrée sur la Suisse 49-52. Une fois de plus, le Portugal termine avec un bilan de 1 victoire et 2 défaites et participe aux matches de classement pour déterminer la 13e à la 16e place. L’équipe nationale perd son match contre le Danemark, avant de vaincre l’Écosse, pour terminer en 15e position au classement général sur les 18 équipes,.

### Deuxième participation à l'EuroBasket en 2007
Après la première apparition du Portugal au Championnat d’Europe en 1951, l’équipe nationale ne participe à aucune compétition internationale durant les cinq décennies suivantes. Cependant, le Portugal fait sa deuxième apparition sur la scène continentale à l’EuroBasket 2007 (première fois par qualification) en terminant premier de son groupe lors des qualifications.
Au début de la phase de groupes, le Portugal dispute son premier match du tournoi contre l’Espagne de Pau Gasol, pays hôte, où l’équipe subit une lourde défaite 56-82. Après avoir concédé son deuxième match de la compétition face à la Croatie, le Portugal remporte une victoire cruciale dans son dernier match de phase préliminaire contre la Lettonie 77-67. Cette victoire permet à l’équipe d'atteindre le deuxième tour du tournoi pour la première fois.
Le Portugal commence le deuxième tour avec une défaite contre la Russie, qui remportera la compétition, avant de remporter la rencontre lors de son deuxième match de groupe contre Israël 94-85. Bien qu’il ait eu l’occasion de se qualifier pour les quarts de finale, le Portugal est facilement battu par la Grèce 85-67 lors de son dernier match de l’événement. Néanmoins, la performance affichée par le Portugal tout au long du tournoi est leur meilleure performance aux Euros, ce qui assure à l’équipe nationale un classement parmi les dix meilleures nations de la compétition.

### Troisième participation à l'EuroBasket en 2011
Après avoir raté sa qualification pour l’EuroBasket 2009, le Portugal réussit les qualifications pour l’EuroBasket 2011. Le Portugal est placé dans le groupe A pour commencer le tournoi, où il rencontre la Turquie lors de son premier match. Cependant, l’équipe est menée du début à la fin, avec une défaite de 79-56. Après cette défaite en ouverture de tournoi, la tâche des joueurs portugais est difficile car ils doivent affronter l'Espagne pour leur second match. Même avec un bon match de la part de l’équipe nationale, l’Espagne est trop difficile à vaincre dans la défaite de 73-87. Pour les trois derniers matchs de la phase de groupes du Portugal, l’équipe n’est pas en mesure de remporter le moindre match et se retrouve donc éliminée dès la phase de groupes.

### Aucune qualification pour une compétition internationale (2011-2024)
Dans la tentative pour le Portugal d’atteindre à nouveau le Championnat d’Europe, après des occasions manquées de se qualifier en 2013 et 2015, l’équipe nationale est placée dans le groupe D pendant le processus de qualification pour l'Eurobasket 2017. Cependant, le Portugal a du mal lors de ses cinq premiers matchs dans les éliminatoires avec un bilan de 5 défaites, pour revenir avec sa seule victoire contre la Biélorussie 77-62 avant d’être éliminé.
Lors de la qualification en vue de leur première participation à la Coupe du Monde de la FIBA 2019, l’équipe doit d’abord passer par les qualifications européennes. L’équipe nationale n'est pas en mesure d’améliorer sa performance des qualifications pour l’EuroBasket précédent et finit avec un bilan de 1 victoire et 3 défaites.
Le Portugal réussit à passer le premier tour des qualifications pour l'Eurobasket 2022 en éliminant Chypre et le Luxembourg (3 victoires et 1 défaite). Au deuxième tour, cependant, la situation du Portugal est complètement inversée au fur et à mesure que l’équipe avance dans cette phase pour avoir besoin du troisième et dernier tour pour déterminer leur sort. Le Portugal ne réussit qu’à obtenir des résultats légèrement supérieurs à (2v. 2d.), mais finit toujours au bas de son groupe pour être éliminé. Le Portugal ne se qualifie pas non plus pour la Coupe du monde de la FIBA 2023, ni pour les Jeux olympiques 2024.

### Quatrième participation à l'EuroBasket en 2025
Pour les qualifications à l'EuroBasket 2025, le Portugal est directement qualifié pour le deuxième tour de la phase de pré-qualification et se retrouve dans la poule F avec la Bulgarie, la Roumanie et Chypre. Ils terminent premier de leur groupe et se qualifie directement pour la phase de qualification. Pour la phase de qualification, le Portugal est dans le groupe A avec Israël, la Slovénie et l'Ukraine. Avec un bilan de 2 victoires et 4 défaites, l'équipe portugaise termine troisième de son groupe et se qualifie pour l'EuroBasket 2025.
Début août 2025, lors d'un match de préparation face à l'Espagne à Malaga, le Portugal s'impose pour la première fois de son histoire en match officiel face à l'équipe espagnole sur le score de 76 à 74 avec 17 points et 9 rebonds de Neemias Queta qui inscrit le panier de la victoire sur un dunk rageur.

## Résultats

### Palmarès
| Compétitions mondiales                             | Compétitions continentales |
| -------------------------------------------------- | -------------------------- |
| - Jeux olympiques - Néant - Coupe du monde - Néant | - EuroBasket - Néant       |

### Parcours en compétitions internationales

#### Jeux olympiques
| Année | Position      |      | Année         | Position     |               | Année | Position |
| 1936  | Non qualifiée | 1976 | Non qualifiée | 2008         | Non qualifiée |       |          |
| 1948  | Non qualifiée | 1980 | Non qualifiée | 2012         | Non qualifiée |       |          |
| 1952  | Non qualifiée | 1984 | Non qualifiée | 2016         | Non qualifiée |       |          |
| 1956  | Non qualifiée | 1988 | Non qualifiée | 2020         | Non qualifiée |       |          |
| 1960  | Non qualifiée | 1992 | Non qualifiée | 2024         | Non qualifiée |       |          |
| 1964  | Non qualifiée | 1996 | Non qualifiée | 2028         | -             |       |          |
| 1968  | Non qualifiée | 2000 | Non qualifiée | 2032         | -             |       |          |
| 1972  | Non qualifiée | 2004 | Non qualifiée | Pays inconnu | -             |       |          |

#### Coupe du monde
| Année | Position      |      | Année         | Position |               | Année | Position |
| 1950  | Non qualifiée | 1978 | Non qualifiée | 2006     | Non qualifiée |       |          |
| 1954  | Non qualifiée | 1982 | Non qualifiée | 2010     | Non qualifiée |       |          |
| 1959  | Non qualifiée | 1986 | Non qualifiée | 2014     | Non qualifiée |       |          |
| 1963  | Non qualifiée | 1990 | Non qualifiée | 2019     | Non qualifiée |       |          |
| 1967  | Non qualifiée | 1994 | Non qualifiée | 2023     | Non qualifiée |       |          |
| 1970  | Non qualifiée | 1998 | Non qualifiée | 2027     | -             |       |          |
| 1974  | Non qualifiée | 2002 | Non qualifiée | 2031     | -             |       |          |

#### EuroBasket
| Année | Position      |      | Année         | Position |               | Année | Position |
| 1935  | Non qualifiée | 1967 | Non qualifiée | 1995     | Non qualifiée |       |          |
| 1937  | Non qualifiée | 1969 | Non qualifiée | 1997     | Non qualifiée |       |          |
| 1939  | Non qualifiée | 1971 | Non qualifiée | 1999     | Non qualifiée |       |          |
| 1946  | Non qualifiée | 1973 | Non qualifiée | 2001     | Non qualifiée |       |          |
| 1947  | Non qualifiée | 1975 | Non qualifiée | 2003     | Non qualifiée |       |          |
| 1949  | Non qualifiée | 1977 | Non qualifiée | 2005     | Non qualifiée |       |          |
| 1951  | 15e           | 1979 | Non qualifiée | 2007     | 9e            |       |          |
| 1953  | Non qualifiée | 1981 | Non qualifiée | 2009     | Non qualifiée |       |          |
| 1955  | Non qualifiée | 1983 | Non qualifiée | 2011     | 21e           |       |          |
| 1957  | Non qualifiée | 1985 | Non qualifiée | 2013     | Non qualifiée |       |          |
| 1959  | Non qualifiée | 1987 | Non qualifiée | 2015     | Non qualifiée |       |          |
| 1961  | Non qualifiée | 1989 | Non qualifiée | 2017     | Non qualifiée |       |          |
| 1963  | Non qualifiée | 1991 | Non qualifiée | 2022     | Non qualifiée |       |          |
| 1965  | Non qualifiée | 1993 | Non qualifiée | 2025     | -             |       |          |

## Effectif actuel
Équipe lors de l'EuroBasket 2025 :
| Numéro | Joueur             | Poste | Naissance                | Taille | Club 2024-2025     |
| ------ | ------------------ | ----- | ------------------------ | ------ | ------------------ |
| 0      | Diogo Brito        | 1/2   | 24 avril 1997            | 1,95 m | Ourense BC         |
| 2      | Vladyslav Voytso   | 3     | 30 juillet 1999          | 2,00 m | FC Porto           |
| 3      | Ricardo Monteiro   | 5     | 13 février 1997          | 2,08 m | Vitória SC         |
| 5      | Travante Williams  | 3     | 29 juillet 1993          | 1,97 m | CSM Oradea         |
| 6      | Francisco Amarante | 1/2   | 24 mars 2000 (25 ans)    | 2,00 m | Oviedo CB          |
| 9      | Diogo Ventura      | 1     | 24 juin 1994             | 1,95 m | Sporting           |
| 11     | Miguel Queiroz     | 4     | 4 juillet 1991           | 2,04 m | FC Porto           |
| 13     | Diogo Gameiro      | 1     | 13 août 1995 (29 ans)    | 1,83m  | Benfica            |
| 14     | Daniel Relvão      | 5     | 26 juin 1996             | 2,08m  | Benfica            |
| 16     | Francisco Amarante | 2/3   | 24 mars 2000             | 1,95 m | FC Porto           |
| 17     | Anthony da Silva   | 1     | 26 mai 2001 (24 ans)     | 1,87m  | ALM Évreux         |
| 25     | Nuno Sá            | 3     | 25 mars 1997 (28 ans)    | 2,00m  | AD Galomar         |
| 28     | Rafael Lisboa      | 1     | 27 novembre 1999         | 1,82 m | Ourense BC         |
| 29     | Cândido Sá         | 5     | 7 novembre 1992          | 2,06 m | Cáceres Baloncesto |
| 88     | Neemias Queta      | 5     | 13 juillet 1999 (26 ans) | 2,13m  | Boston Celtics     |

Sélectionneur :  Mário Gomes

## Personnalités marquantes

### Anciens joueurs emblématiques
- João Gomes
- Carlos Lisboa
- Nuno Marçal
- Rui Pinheiro
- Mike Plowden
- Sérgio Ramos
- Steve Rocha

### Liste des sélectionneurs
- 1999 :  Luís Magalhães
- 2000-2007 :  Valentyn Mel'nytchouk
- 2008-2010 :  Moncho López
- 2011-2013 :  Mário Palma
- 2014 :  Ricardo Vasconcelos
- 2015-2016 :  Mário Palma
- depuis 2016 :  Mário Gomes